# 宮崎県道35号油津港線
宮崎県道35号油津港線（みやざきけんどう35ごう あぶらつこうせん）は、宮崎県日南市を通る県道（主要地方道）である。

## 概要
日南市油津4丁目から日南市油津2丁目に至る。

### 路線データ
- 起点：日南市油津4丁目（油津港）
- 終点：日南市油津2丁目（油津港入口交差点、国道220号交点）

## 歴史
- 1954年（昭和29年）11月5日 - 宮崎県告示第453号により、県道油津港線として路線認定される（当時の整理番号は19）[1]。
- 1993年（平成5年）5月11日 - 建設省から、県道油津港線が油津港線として主要地方道に指定される[2]。

## 地理

### 通過する自治体
- 日南市

### 交差する道路
| 交差する道路 | 交差する場所 | 交差する場所            |
| ------------ | ------------ | ----------------------- |
| 国道220号    | 油津2丁目    | 油津港入口交差点 / 終点 |

### 沿線
- 油津港